# Strada statale 671 dir della Valle Borlezza
La strada statale 671 dir della Valle Borlezza (SS 671 dir) è una strada statale italiana.

## Percorso
La strada statale 671 dir ha inizio dalla SS 671 a Clusone, e percorre la val Borlezza raggiungendo Lovere.
La strada ha una lunghezza di 13,645 km ed è interamente gestita dal compartimento di Milano dell'ANAS.